# Mormoopidae
Mormoopidae là một họ động vật có vú trong bộ Dơi. Họ này được Saussure miêu tả năm 1860.

## Hình ảnh

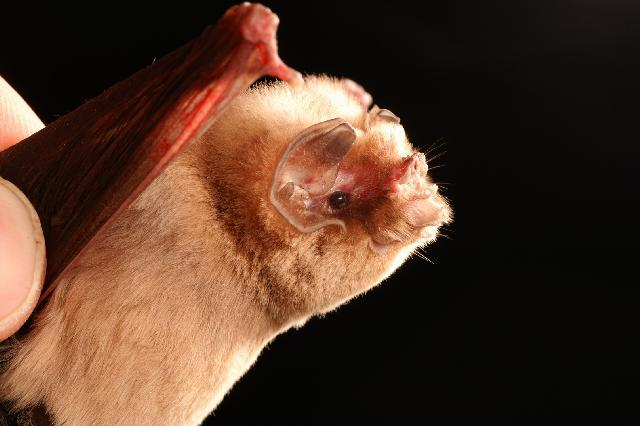